# Домбрувкі (Підляське воєводство)
Домбрувкі (пол. Dąbrówki) — село в Польщі, у гміні Васильків Білостоцького повіту Підляського воєводства.
Населення — 444 особи (2011).
У 1975-1998 роках село належало до Білостоцького воєводства.

## Демографія
Демографічна структура станом на 31 березня 2011 року:
|          | Загалом | Допрацездатний вік | Працездатний вік | Постпрацездатний вік |
| -------- | ------- | ------------------ | ---------------- | -------------------- |
| Чоловіки | 208     | 50                 | 137              | 21                   |
| Жінки    | 236     | 58                 | 127              | 51                   |
| Разом    | 444     | 108                | 264              | 72                   |